# Anopheles cristipalpis
Anopheles cristipalpis este o specie de țânțari din genul Anopheles, descrisă de Michael William Service în anul 1977.
Este endemică în Nigeria. Conform Catalogue of Life specia Anopheles cristipalpis nu are subspecii cunoscute.